# Arothron diadematus
Espèce
Statut de conservation UICN

 LC  : Préoccupation mineure
Poisson-globe masqué (Arothron diadematus) est une espèce de poissons de la famille des tétraodontidés. Cette espèce est endémique de la mer Rouge.

## Description

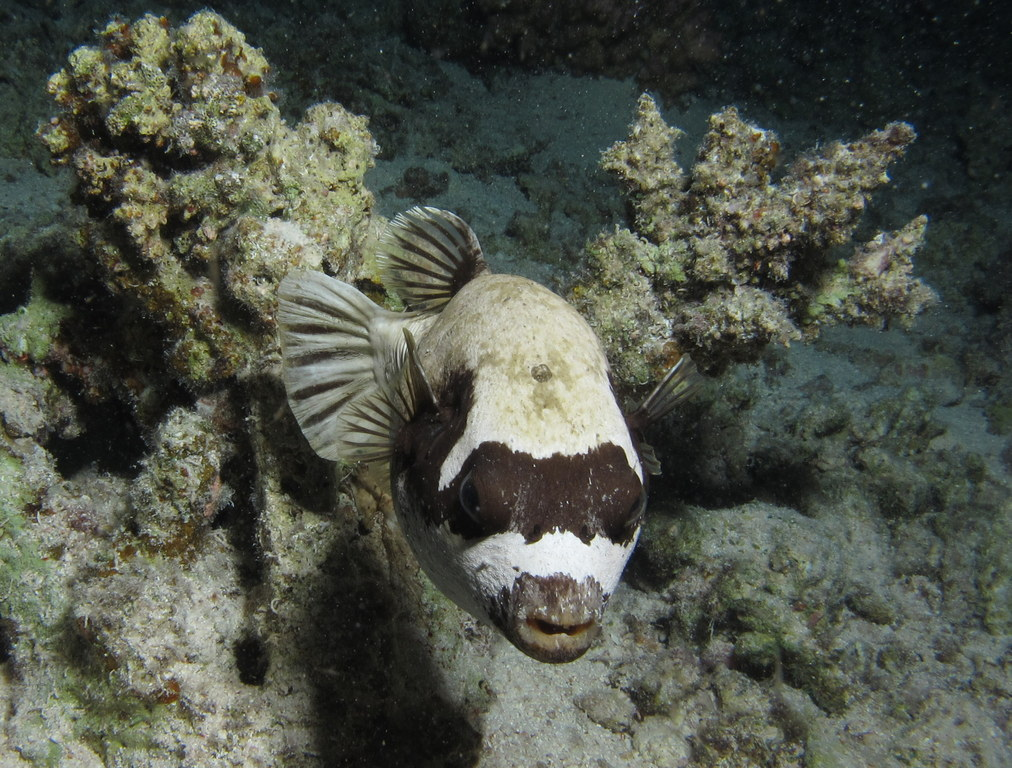
Poisson globe masqué

Le poisson-globe masqué peut atteindre les 30 cm. Le corps est gris clair tandis qu'une bande sombre traverse ses yeux tel un bandeau ce qui lui a donné son nom vernaculaire : c'est pour mieux égarer les prédateurs comme les blennies à dents de sabre qui attaquent de préférence les yeux explique l'éthologiste Irenäus Eibl-Eibesfeldt. Ce gris plus foncé se retrouve aussi près de la bouche et des nageoires pectorales.

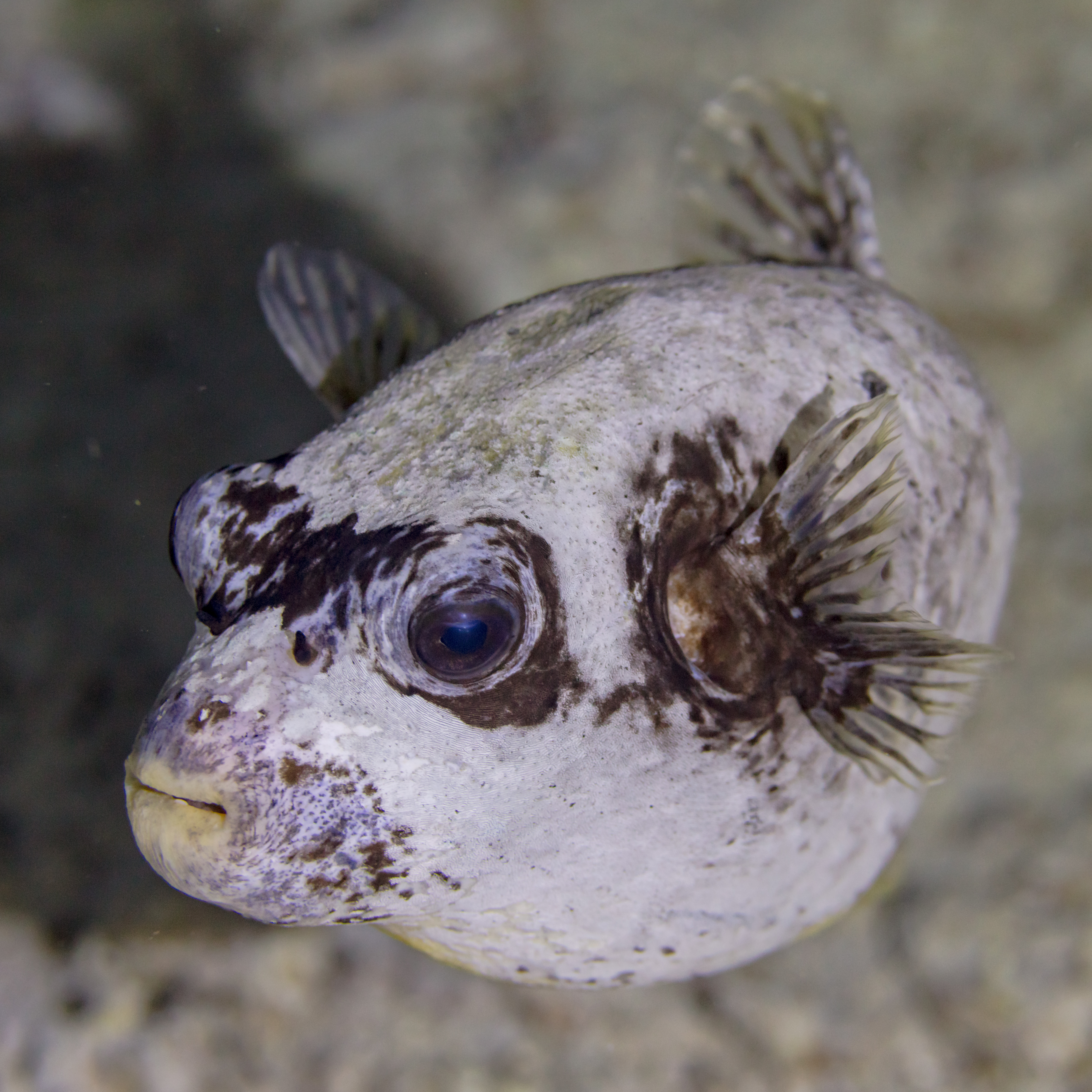
Arothron diadematus en mer Rouge.

## Habitat
On trouve Arothron diadematus près des récifs coralliens de la mer Rouge à des profondeurs allant de 5 à 20 m.